# Fujiwara no Fusasaki
Fujiwara no Fusasaki (藤原 房前, 681 - 25 de maig, 737) va ser un noble de la cort japonès que va ser membre del clan Fujiwara i fundador de la Casa Hokke dels Fujiwara. Va servir com a Sangi (Conseller associat) a la Cort Imperial.

## Carrera
Fusasaki era un Sangi (assessor associat) al Daijō-kan.
Va fundar el temple de Sugimoto-dera a Kamakura l'any 734 amb el sacerdot Gyōki (668–749). La llegenda del temple diu que l'emperadriu Komyo (701–760) durant el període Nara (710–794) va instruir a Fusasaki, l'aleshores ministre d'alt rang, i a un famós sacerdot anomenat Gyoki (668–749) per construir el temple que consagrava una estàtua de Kan'non d'onze caps, o Ekadasamukha en sànscrit, com a objecte principal de culte. El sacerdot Gyoki va dissenyar l'estàtua ell mateix perquè també era un gran escultor.
Fusasaki i els seus tres germans van morir durant una gran epidèmia de verola l'any 737.

## Família
- Pare: Fujiwara no Fuhito (藤原不比等, 659–720)
- Mare: Soga no Shōshi (蘇我娼子, ?–?), filla de Soga no Murajiko (蘇我連子)
- Esposa principal (seishitsu): Muro no O-Okimi (牟漏女王, ?–746), filla de Minu-Ō (美努王)

| Comanda  | Nom                       | Japonés  | Tota la vida |
| -------- | ------------------------- | -------- | ------------ |
| 2nd fill | Fujiwara no Nagate        | 藤原永手 | 714–771      |
| 3rd fill | Fujiwara no Matate        | 藤原真楯 | 715–766      |
| 6th fill | Fujiwara no Mitate        | 藤原御楯 | ? –764       |
| filla    | esposa de l'Emperor Shōmu | 北殿     | ? –760       |

- Esposa: Filla de Kusagunokura no Oyu (春日倉老)

| Comanda | Nom                 | Japonés  | Tota la vida |
| ------- | ------------------- | -------- | ------------ |
| 1st son | Fujiwara no Torikai | 藤原鳥養 | ? – ?        |

- Esposa: Filla de (片野朝臣)

| Comanda  | Nom                  | Japonés  | Tota la vida |
| -------- | -------------------- | -------- | ------------ |
| 4th fill | Fujiwara no Kiyokawa | 藤原清河 | ? –778       |
| 5th fill | Fujiwara no Uona     | 藤原魚名 | 721–783      |

- Esposa: Filla de (阿波采)

| Comanda  | Nom                   | Japonés    | Tota la vida |
| -------- | --------------------- | ---------- | ------------ |
| 7th fill | Fujiwara no Kaedemaro | 藤原楓麻呂 | 723–776      |

- Infants amb mare desconeguda:

| Comanda | Nom                            | Japonés      | Tota la vida |
| ------- | ------------------------------ | ------------ | ------------ |
| filla   | esposa de Fujiwara no Toyonari | 藤原豊成室   | ? – ?        |
| filla   | Fujiwara no Ohirako            | 藤原宇比良古 | ? – 762      |